# Čeladice
Čeladice (německy Czelladitz) jsou vesnice, součást města Rajhrad v okrese Brno-venkov. Nacházejí se v jižní části města. Žije zde 71 obyvatel.
Domy Čeladic tvoří současnou rajhradskou ulici Palackého a východní stranu Masarykovy ulice v úseku od restaurace Na Kině po železniční zastávku. Od ostatních rajhradských domů se liší číslem popisným – původní čeladické mají čp. 700 a výše.

## Historie

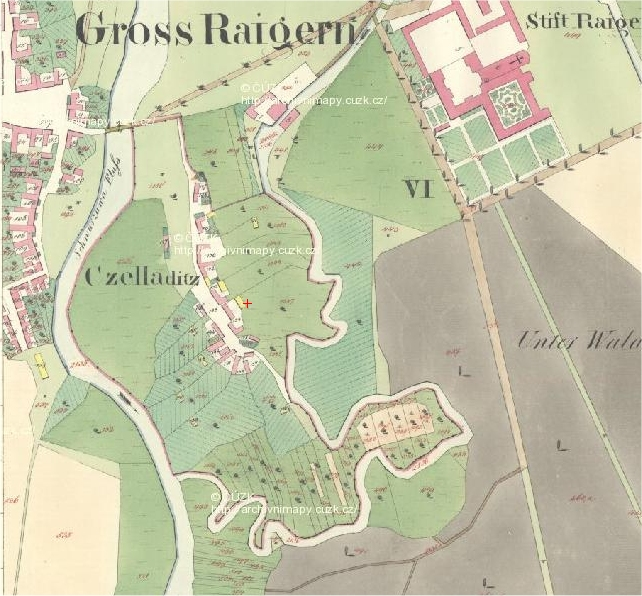
Původní Čeladice na katastrální mapě z 20. let 19. století

Původní vesnice byla založena ve 13. století jihovýchodně od Rajhradu, jihozápadně od benediktinského kláštera a jižně od Rajhradského mlýna, na ostrově mezi mlýnským náhonem a hlavním tokem Svratky (od zregulování řeky jsou obě ramena součástí Vojkovického náhonu). Osadníci měli pravděpodobně za úkol chránit klášter před místními nepokoji. Kvůli omezenému prostoru se vesnice příliš nerozvíjela. Dřevěné budovy, které odolávaly každoročním záplavám, byly po požáru v roce 1728 nahrazeny domy z nepálených cihel. Roku 1790 žilo v Čeladicích 93 osob v 15 domech.
Při jarní povodni v roce 1830 byly Čeladice těžce poškozeny. Klášter proto poskytl obyvatelům nové pozemky jižně od Rajhradu, na druhém břehu Svratky. Tam byla následně vybudována nová vesnice se dvěma ulicemi. O šest let později zemřel poslední starosta František Matlach a Čeladice byly připojeny k blízkému Rajhradu. V roce 1838 byla přímo skrz Čeladice postavena první parostrojní železniční trať v českých zemích z Břeclavi do Brna.
Nové Čeladice tvořily v rámci Rajhradu až do 50. let 20. století samostatnou osadu. Po urbanistické, katastrální i správní stránce jsou nyní již přímou součástí Rajhradu, se kterým postupně stavebně zcela splynuly. Část rajhradského katastrálního území na východ od původního toku Svratky, včetně kláštera a ostrova s původními Čeladicemi, tvoří základní sídelní jednotku Čeladice-Klášter. Na území původních (starých) Čeladic se v současnosti nachází jeden obytný dům s číslem popisným 405.

## Obyvatelstvo
| Rok            | 1869 | 1880 | 1890 | 1900 | 1910 | 1921 | 1930 | 1950 | 1961 | 1970 | 1980 | 1991 | 2001 | 2011 | 2021 |
| -------------- | ---- | ---- | ---- | ---- | ---- | ---- | ---- | ---- | ---- | ---- | ---- | ---- | ---- | ---- | ---- |
| Počet obyvatel | 198  | 211  | 246  | 234  | 210  | 224  | 195  | 197  | —    | —    | —    | —    | —    | 42   | 71   |
| Počet domů     | 19   | 21   | 36   | 40   | 41   | 45   | 45   | 47   | —    | —    | —    | —    | —    | 11   | 17   |

Vývoj počtu obyvatel